# Piotr Zmarzły
Piotr Zmarzły – Polak uhonorowany medalem Sprawiedliwy wśród Narodów Świata.

## Życiorys
Podczas II wojny światowej Piotr Zmarzły wraz z żoną Marianną ukrywali od 1942 roku w swoim domu we wsi Odrzywół (obecnie Kostrzeszyn) dwie Żydówki: Marię Smaczyńską i Helenę Bejską, które uciekły z jednego z transportów do obozu zagłady w Treblince, który jechał z Wiślicy. Ukrywały się w kryjówce na strychu chlewni, która była połączona ze stodołą. Tam doczekały końca wojny.
Po zakończeniu wojny Maria Smaczyńska wyszła za mąż i zamieszkała w Kostrzeszynie, a Helena Bejska wyjechała do Kanady i razem z córką mieszka w Toronto.
W 2006 został wraz z żoną Marianną Zmarzły pośmiertnie uznany za przez Instytut Jad Waszem za Sprawiedliwego wśród Narodów Świata. Wręczenie medalu nastąpiło 15 listopada 2007 – podczas uroczystości w Sosnowcu z rąk Josefa Lewiego, ambasadora Izraela, medal odebrał Zenon Zmarzły, syn odznaczonych.